# 启新洋灰公司
启新洋灰公司，清末民初著名民族资本实业企业。

## 历史
最初建于1889年，初名“唐山细棉土工厂”。1900年被英国人骗走。1906年被清政府收回，改为官督商办，名为“启新洋灰股份有限公司”。这是中国人自办的第一个近代水泥生产企业。工厂位于唐山市，总部在天津。1954年8月开始公私合营，现为“唐山启新水泥有限公司”。
创办人周学熙是清两江总督周馥的儿子，是袁世凯的幕僚。该企业股东中有袁世凯，袁世凯六子袁克桓1933年-1946年任总经理长达13年。袁世凯长子袁克定的儿子袁家融也曾任副总经理。该企业历任总经理中还有前北洋政府國務總理龚心湛。故该企业具有较深厚的官僚背景。